# Pădureni (Izvoru Berheciului), Bacău
Pădureni este un sat în comuna Izvoru Berheciului din județul Bacău, Moldova, România.